# Port lotniczy Dire Daua
Port lotniczy Dire Daua (kod IATA: DIR, kod ICAO: HADR) – etiopskie lotnisko obsługujące Dire Daua.

## Linie lotnicze i połączenia
| Linia Lotnicza     | Kierunek                           |
| ------------------ | ---------------------------------- |
| Ethiopian Airlines | 1. Addis Abeba 2. Dżibuti 3. Godie |